# Sudirman Said
Pour les articles homonymes, voir Said.
Sudirman Said, né le 16 avril 1963, est un homme politique indonésien.